# 433 (numero)
Quattrocentotrentatré (433) è il numero naturale dopo il 432 e prima del 434.

## Proprietà matematiche
- È un numero dispari.
- È un numero difettivo.
- È l'84º numero primo, dopo il 431 e prima del 439.
  - È un primo cubano.
- È un numero stellato.
- Nel sistema numerico esadecimale (base 16) è un numero palindromo.
- È un numero fortunato.
- È parte delle terne pitagoriche (145, 408, 433), (433, 93744, 93745).
- È un numero odioso.

## Astronomia
- 433P/(248370) 2005 QN173 è una cometa periodica del sistema solare.
- 433 Eros è un asteroide della fascia principale del sistema solare.
- NGC 433 è un ammasso aperto della costellazione di Cassiopea.

## Astronautica
- Cosmos 433 è un satellite artificiale russo.